# Glyphipterix semilunaris
Glyphipterix semilunaris là một loài bướm đêm thuộc họ Glyphipterigidae. Nó được tìm thấy ở Saint Helena.